# 中國—摩納哥關係
中國—摩納哥關係（法語：Relations entre la Chine et Monaco）是指中國和摩納哥的關係。1995年1月，中國與摩納哥建立領事級外交關係，由中國駐馬賽總領事館兼轄。2006年2月升級為大使級，由中國駐法國大使館兼轄。

## 歷史
2001年，摩納哥委任具有中華民國國籍的徐楓為該國駐上海名譽領事，並於同年設立駐上海名譽領事館。
2022年2月，摩纳哥亲王阿尔贝二世到访中国出席北京冬奥会开幕式，并在北京人民大会堂与中国国家主席习近平举行了会见。

## 經貿關係
據中國海關總署統計，2022年，中摩進出口總額2638萬美元、同比增長10%。其中中國出口額1204萬美元、同比增長111.4%，進口額1434萬美元、同比下降21.5%。中國進口產品主要有化學工業產品、機電音像設備及其零部件、塑料及其製品、橡膠及其製品，出口產品主要有機電音像設備及其零部件、賤金屬及其製品、塑料及其製品、橡膠及其製品。

## 外部連結
- 摩納哥駐華大使館官方網站（简体中文）（英文）（法文）